# Andreas Ottomar Goelicke

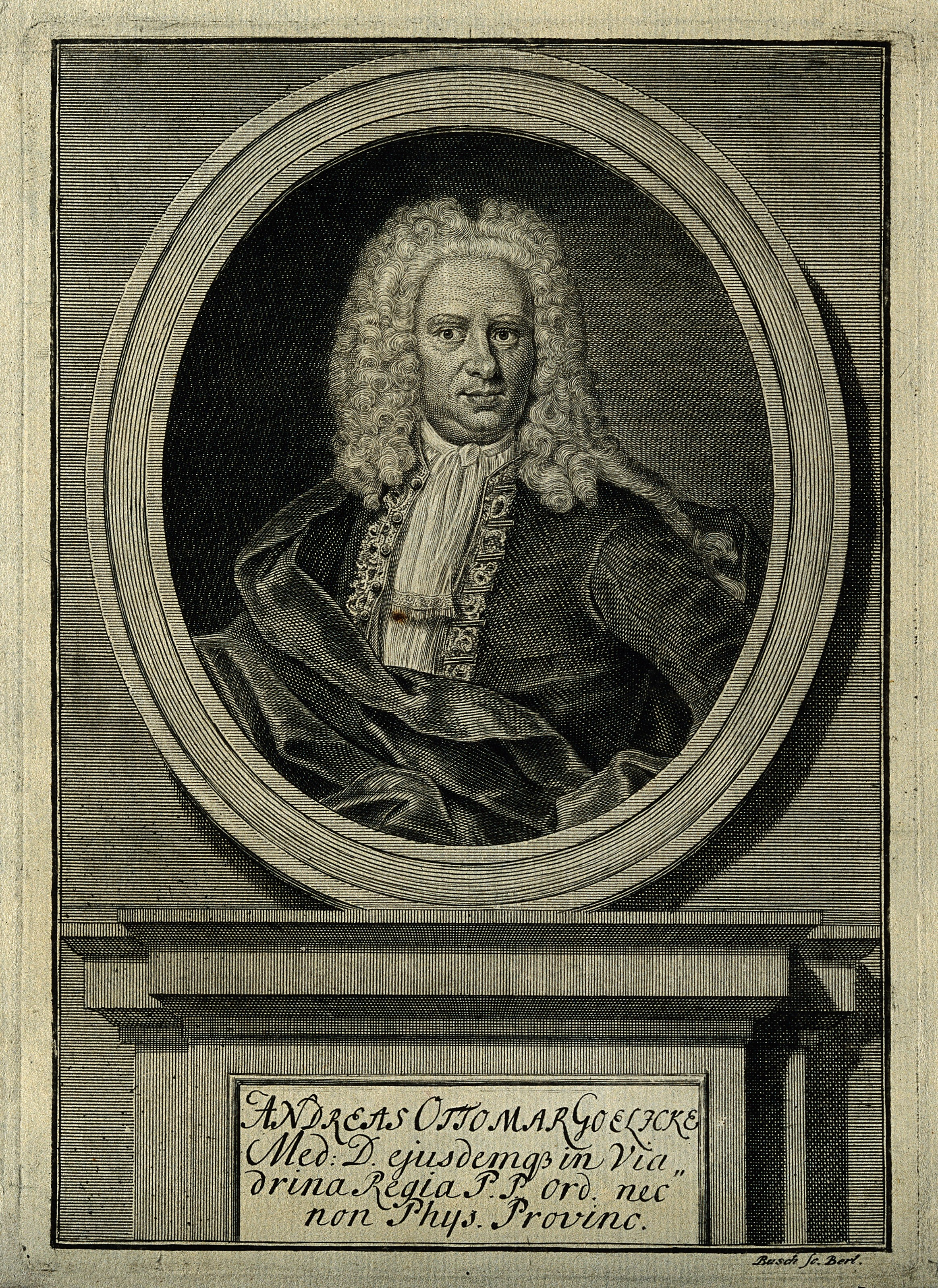
Porträt von G.P. Busch

Andreas Ottomar Goelicke (auch Andreas Goelicke; * 2. Februar 1671 in Nienburg (Saale); † 12. Juni 1744 in Frankfurt (Oder)) war ein deutscher Mediziner und Hochschullehrer.

## Leben
Goelicke besuchte zunächst die Schule seines Heimatortes und anschließend die Gelehrtenschule Dessau, bevor er 1688 die Anhaltische Landesuniversität in Zerbst bezog, an der er bis 1692 verblieb. Danach wurde er zunächst für zwei Jahre Hofmeister für die Söhne des Theodor Christoph Krug von Nidda, einem Leibarzt des preußischen Königs. Von Krug von Nida zum Medizinstudium angeregt, bezog Goelicke am 17. September 1695 die Universität Frankfurt. Im Jahr 1696 ging er an die Universität Halle, an der ihn besondere Georg Ernst Stahl beeinflusste. Innerhalb kurzer Zeit konnte Goelicke das Lizentiat und ein Jahr später die Promotion zum Dr. med. erreichen. An das Studium schloss sich eine ausgedehnte Bildungsreise durch die Niederlande an, wobei er in Amsterdam und Leiden länger verweilte.
Goelicke kehrte nach Zerbst zurück und ließ sich dort als praktischer Arzt nieder. Daneben hielt er ab 1701 als Privatdozent medizinische Vorlesungen an der Anhaltischen Landesuniversität Zerbst. Zum 11. April 1709 erhielt er einen Ruf als außerordentlicher Professor der Medizin an die Universität Halle. 1713 folgte er einem weiteren Ruf als ordentlicher Professor der Medizin an die Universität Duisburg. Auch hier verblieb er nur kurz. 1715 nahm er einen Ruf an die Universität Frankfurt an, an der ihm der Lehrstuhl der Praktischen Medizin übertragen wurde. Daneben erhielt er das Physikat des Lebuser Kreises. Er war in den Sommersemestern 1721, 1725 und 1729 sowie in den Wintersemestern 1733 und 1737 Rektor der Universität Frankfurt.
Goelicke publizierte zu vielen Bereichen der Medizin, insbesondere zur Anatomie und zur Medizingeschichte. Als Schüler Stahls wendete er sich unter anderem mit seinen Institutiones medicinae secundum principia mechanico-organica reformatae von 1735 gegen die iatromechanische Schule um Friedrich Hoffmann.

## Werke (Auswahl)
- Historia Chirurgiae Antiqua, Seu Conspectus Plerorumque, Si Non Omnium, Scriptorum Veterum, Qui A Primis Artis Medicae Incvnabulis Usque Ad Seculum Decimum Quintum Inclusive Chirurgicen, Renger, Halle an der Saale 1713.
- Historia medicinae universalis, 6 Teile in 4 Bänden, Conradi, Frankfurt an der Oder 1717–1720.
- Spiritus animalis ex foro medico relegatus, Conradi, Frankfurt an der Oder 1725.
- Introductio in historiam litterar. Anatomes, Frankfurt an der Oder 1738.
- Anatomische merckwürdige Nachrichten von der grossen Speise-Saffts-Röhre in der Brust; oder von der grossen Brust-Milch-Ader, Conradi, Frankfurt an der Oder 1740.